# Donavia
Donavia (russisch ОАО «Донавиа») war eine russische Fluggesellschaft mit Sitz in Rostow am Don und Basis auf dem Flughafen Rostow am Don. Sie war ein Tochterunternehmen der Aeroflot und hieß früher Aeroflot-Don.

## Geschichte
Donavia wurde 1991 nach dem Zerfall der Sowjetunion aus der Aufspaltung der staatlichen Fluggesellschaft Aeroflot gegründet. Aeroflot übernahm die Fluggesellschaft am 13. April 2000 wieder und nannte sie ab 2001 Aeroflot-Don. Am 25. September 2009 wurde sie in Donavia umbenannt.
Am 27. März 2016 stellte Donavia gemeinsam mit Orenair den eigenen Flugbetrieb wegen der Fusion mit der Schwesterfluggesellschaft Rossiya ein. Zu diesem Zeitpunkt hatte die Fluggesellschaft seit Jahresbeginn 209.478 Passagiere befördert.

## Flugziele
Donavia flog neben Zielen innerhalb Russlands auch Ziele in Westeuropa und dem Nahen Osten an, darunter Sankt Petersburg, München, Berlin und Tel Aviv.

## Flotte
Mit Stand März 2015 bestand die Flotte der Donavia aus elf Flugzeugen:
- 9 Airbus A319-100
- 1 Airbus A319-100(LR)(CJ)
- 1 Boeing 737-400 (Stillgelegt)

## Zwischenfälle
Die Donavia verzeichnete in ihrer Geschichte eine Flugzeugentführung:
- Am 25. Oktober 1994 wurde Donavia-Flug 156 auf der Route von Aşgabat über Machatschkala nach Rostow am Don nach der Zwischenlandung in Machatschkala entführt. Das Flugzeug kehrte daraufhin nach Machatschkala zurück. Der Entführer verlangte zwei Millionen US-Dollar und einen Flug nach Iran. Ein Teil der Passagiere durfte das Flugzeug, eine Jakowlew Jak-40 (Kennzeichen RA-88254) am gleichen Tag verlassen, der Rest nach Zahlung von 800.000 USD der geforderten zwei Millionen USD erst am folgenden Tag. Der Entführer verblieb mit zwei der drei Besatzungsmitglieder an Bord des Flugzeuges. Kurz nach Mitternacht am 27. Oktober durften auch die verbliebenen Besatzungsmitglieder das Flugzeug verlassen. Am Ende sprengte sich der Entführer mit einem selbstgebauten Sprengsatz in die Luft.[5]